# Sexkriminalitet
Sexkriminalitet (tidligere kendt som sædelighedsforbrydelser) er kriminel seksuel adfærd.

## Former for sexkriminalitet
- Børnepornografi
- Incest, også kendt som blodskam.
- Prostitution
- Seksuelt misbrug
- Seksuelt misbrug af børn
- Voldtægt
- Sexchikane